# Петер Сімонсен
Петер Р. Сімонсен (англ. Peter R. Simonsen; нар. 17 квітня 1959, Нова Зеландія) — новозеландський футболіст, півзахисник.

## Клубна кар'єра
Футбольну кар'єру розпочав у «Нельсон Юнайтед». У 1977 році допоміг команді виграти кубок Нової Зеландії, а наступного року — фіналістом вище вказаного турніру. У 1981 році перейшов до «Гісборн Сіті», де виступав протягом двох сезонів. Після цього перебрався до «Мануреви», але на початку сезону за клуб не грав, оскільки залучався до поєдинків кваліфікації чемпіонату світу. У 1983 році повернувся до «Нельсон Юнайтед», але вже наступного року перейшов у «Гісборн Сіті», з яким виграв чемпіонат Нової Зеландії. Того ж року допоміг клубу дійти до фіналу національного кубку.
По завершенні кар'єри гравця перейшов на тренерську роботу, тренував клуби з Веллінгтона, також займався ландшафтним бізнесом.

## Кар'єра в збірній
З 1976 року виступав за молодіжну збірну Нової Зеландії.
У футболці національної збірної Нової Зеландії дебютував разом з партнером по команді Кенні Кресвеллом 1 жовтня 1978 року в переможному (2:0) проти Сінгапуру, в якому відзначився другим голом. Поїхав на чемпіонат світу 1982 року, але на турнірі не зіграв жодного матчу. Загалом у складі національної команди зіграв 28 матчів (у тому числі й неофіційних), серед яких 11 — офіційних. Востаннє футболку збірної Нової Зеландії одягав 7 червня 1985 року в переможному (2:0) поєдинку проти Фіджі.

## Досягнення
«Нельсон Юнайтед»
- Кубок Нової Зеландії
  -  Володар (1): 1977
  -  Фіналіст (1): 1978

«Гісборн Сіті»
- Чемпіонат Нової Зеландії
  -  Чемпіон (1): 1984
  -  Срібний призер (1): 1985

- Кубок Нової Зеландії
  -  Фіналіст (1): 1984

- Челендж Трофі
  -  Фіналіст (2): 1981, 1985